# بخش مارسی
بخش مارسی (به فرانسوی: Arrondissement de Marseille) یک بخش در فرانسه است که در بوش-دو-رون واقع شده‌است.